# 武田雄一
武田 雄一(たけだ ゆういち、1977年11月29日 - )は、埼玉県川口市出身のモーターサイクル・ロードレースライダー。スーパーバイク世界選手権での日本人初優勝者兼最年少優勝記録保持者、1994年関東選手権GP250クラスチャンピオン2001年全日本ロードレース選手権ST600クラス年間チャンピオン。2003年に一時四輪レースに転向後、2007年に再度二輪レースに復帰。

## 戦績
- 1993年-東日本フレッシュマンシリーズ80ccチャンピオン
- 1994年- 関東選手権GP250クラス　チャンピオン(ホンダ/城北ホンダオート/ホンダ・RS250)
  - 鈴鹿4時間耐久レース　2位(池田吉隆)(ホンダ/城北ホンダオート/ホンダ・NSR250R)
- 1995年-サンダーバイクシリーズ(ヨーロッパ)13位 (ホンダ/Jhaレーシング/ホンダ・CBR600F3）

スーパーバイク世界選手権
- 1996年 日本大会(SUGO)第1レース優勝　第2レース25位(ホンダ/Team HRC/ホンダ・RVF/RC45)
- 1997年 日本大会(SUGO)第1レース14位　第2レース7位(ホンダ/カストロール・ホンダ/ホンダ・RVF/RC45)
- 1998年日本大会(SUGO)第1レース14位　第2レース7位(ホンダ/ラッキーストライク・ホンダ/ホンダ・RVF/RC45)
- 1999年日本大会(SUGO)第1レース15位　第2レース17位(ホンダ/ラッキーストライク・ホンダ/ホンダ・RVF/RC45)
- 2000年日本大会(SUGO)第1レース13位　第2レース16位(ホンダ/チーム桜井ホンダ/ホンダ・VTR1000 SP-1)
- 2002年日本大会(SUGO)第1レース15位　第2レース16位(ホンダ/チーム桜井ホンダ/ホンダ・VTR1000 SPW)

全日本ロードレース選手権
- 1996年 SB(スーパーバイククラス)ランキング7位(ホンダ/Team HRC/ホンダ・RVF/RC45)
- 1997年 SB ランキング3位(ホンダ/カストロール・ホンダ/ホンダ・RVF/RC45)
- 1998年 SB ランキング6位(ホンダ/ラッキーストライク・ホンダ/ホンダ・RVF/RC45)
- 1999年 SB ランキング9位(ホンダ/ラッキーストライク・ホンダ/ホンダ・RVF/RC45)
- 2000年 SB ランキング11位(ホンダ/チーム桜井ホンダ/ホンダ・VTR1000 SP-1)
- 2001年 ST600 年間チャンピオン(ホンダ/Team 桜井ホンダ/ホンダ・CBR600F4i)、
  - SB ランキング8位(ホンダ/チーム桜井ホンダ/第8戦まではホンダ・VTR1000 SP-1それ以降はSPW)
- 2002年 SB ランキング5位(Team 桜井ホンダ)(ホンダ/チーム桜井ホンダ/ホンダ・VTR1000 SPW)
- 2007年 ST600 ランキング5位(Team 桜井ホンダ)(ホンダ/Team 桜井ホンダ/ホンダ・CBR600RR)
- 2008年 ST600 ランキング7位(HiTMAN RC甲子園ヤマハ)(ヤマハ/HiTMAN RC甲子園ヤマハ/ヤマハ・YZF-R6)
- 2009年 ST600 ランキング7位(HiTMAN RC甲子園ヤマハ)(ヤマハ/HiTMAN RC甲子園ヤマハ/ヤマハ・YZF-R6)
- 2010年 JSB1000 ランキング8位(TAIRARacing)(ヤマハ/TAIRARacing/ヤマハ・YZF-R1)
- 2022年 JSB1000 ランキング23位(OGURA CLUTCH ORC with RIDE IN/ヤマハ・YZF-R1)

鈴鹿8時間耐久ロードレース
- 1997年　9位(加藤大治郎)(チーム国光 with HSC/ホンダ・RVF/RC45)
- 1998年　リタイア(加藤大治郎)(ラッキーストライクwith HSC/ホンダ・RVF/RC45)
- 1999年　7位(ジョン・コシンスキー)(カストロール・ホンダ/ホンダ・RVF/RC45)
- 2000年　4位(中冨伸一)(チーム高武と桜井ホンダ/ホンダ・VTR1000 SP-1)
- 2001年　6位(山口辰也)(チーム桜井ホンダ/ホンダ・VTR1000 SPW)
- 2002年　3位(アレックス・バロス)(チーム桜井ホンダ/ホンダ・VTR1000 SPW)
- 2006年　15位(亀谷長純)(チーム桜井ホンダ/ホンダ・CBR1000RR)
- 2007年　10位(津田一磨)(チーム桜井ホンダ 71/ホンダ・CBR1000RR)
- 2008年　5位(中須賀克行/佐藤裕児)(YAMAHA Racing Team/ヤマハ・YZF-R1)
- 2012年　37位(須磨貞仁/高橋芳延)(CONFIA H.M.F Verity/スズキ・GSX-R1000R)
- 2018年　リタイア(寺本幸司)(TERAMOTO@J-TRIP Racing/BMW・S1000RR)
- 2022年　38位(横山尚太/坂本崇)(OGURA CLUTCH ORC with RIDE IN/ヤマハ・YZF-R1)
- 2023年　規定周回数不足(横山尚太/豊島怜)(OGURA CLUTCH ORC with RIDE IN/ヤマハ・YZF-R1)

## その他
1998年に加藤大治郎と鈴鹿8時間耐久ロードレースに参加した際、鈴鹿8時間耐久レースは1年に一度のお祭りということで、二子玉川の美容室で5時間かけて髪型を赤く染めて鈴鹿に現れた。鈴鹿に着いた瞬間、HRCの吉村平次郎総監督に見つかってしまう。すぐに、呼び出され、吉村に「黒く染め直さんとレースに出さん」と言われ、出る出ないで揉めた際にたくさんに怒られた後、黒くするスプレーで次の日は誤魔化し、汗が真っ黒になったことや、当時居住していた浦和市内でホンダから貸与されたインディイエローのNSXを走行中に事故を起こし、大騒ぎした結果、翌年の契約で髪を青く染め、同じように浦和で度々交通事故を起こしていた加藤と共々茶髪、長髪は禁止、サーキットに来場する時は必ず襟付きの服をズボンにINした状態で来ることやHRCと契約していた全てのライダーはサーキットへの移動時に車移動禁止を契約書に書かれた事がある。なお、そのNSXは修理を受けた後、加藤に貸与されている。
加藤が所有していたジョルノを貸して貰った際にエンジンを壊したという。
HRC時代は加藤共々HRCから罰金や給与カットなどの処分を受けていたことで経済的に困窮していたことがあり、兄貴分でもあった本山哲のカードで生活していたこともあると明かしている。
ヘルメットには阿部典史のステッカーと加藤大治郎のMotoGPにおける永久欠番となっている彼のゼッケン「74」(これは加藤の誕生日に因む)が記されたステッカーを貼付している。